# Гімнасіарх
Гімнасіарх (лат. gymnasiarchus від грец. γυμνασίαρχος γυμνασίαρχος) — посадова особа в Стародавній Греції, чий ранг і обов'язки широко варіювалися в різних місцях і в різний час. Термін походить від грецького γυμνάσιον (гімнасій) + ἄρχειν (архонт).
У Стародавніх Афінах в V і IV століттях до н. е. гімнасіарх вибирався щорічно від кожної філи, щоб нести витрати на гонку смолоскипів (Лампадефорія). Обов'язки включали оплату всіх витрат, пов'язаних з навчанням учасників, а посада була однією з найдорожчих державних обов'язків, необхідних Афінами від своїх заможних громадян. Назва, очевидно, має на увазі, що гімнасіарх також мав певні права та обов'язки в гімнасій під час навчання ефебів, але певної інформації з цього питання немає.
Після встановлення македонської влади в Афінах відбулися зміни. Гімнасіарх, обираний щорічно, володів загальним наглядом за порядком і дисципліною в гімнасії, а іноді і оплачував її витрати з власної кишені, так як громадських коштів на утримання установи не надавалися.
За межами Афін і держав, які скопіювали її систему виховання і освіти молоді, термін позначав або магістратів, які відповідали за гімнастичне і літературне навчання, або тих, хто повинен нести певні витрати, пов'язані з гімнасією або фестивалями, або ж з власного майна, або з державних коштів. В деталях було багато різноманітностей.

## література
- Gilman, DC; Peck, HT; Colby, FM, eds. (1905). "Gymnasiarch" . New International Encyclopedia (1st ed.) [En] . New York : Dodd, Mead & Co. [en] Ця робота в свою чергу цитує: 
  - Glatz, "Gymnasiarchia, " in Daremberg and Saglio, Dictionnaire des antiquités (Paris, 1896)
- Athletics in the Ancient World By E. Norman Gardiner Page 78 ISBN 0-19-814211-0
- City government in Hellenistic and Roman Asia minor By Sviatoslav Dmitriev Page 227 ISBN 0-19-517042-3